# Atopetholus carmelitus
Atopetholus carmelitus är en mångfotingart som beskrevs av Chamberlin 1940. Atopetholus carmelitus ingår i släktet Atopetholus och familjen Atopetholidae. Inga underarter finns listade i Catalogue of Life.